# Dominique Lisette
Dominique Lisette est un danseur et chorégraphe français, né en Guadeloupe. 
Fils d'avocat, Dominique Lisette étudie la danse classique, jazz, moderne et contemporaine à l'Académie Internationale de la Danse et la street dance auprès de Poppin Taco au milieu des années 80.
À la suite de cette formation, il participe de facto à la naissance et au développement de la danse hip-hop et jazz-rock à travers, entre autres, le collectif Jeu de Jambes.

## Chorégraphe
Parallèlement à sa carrière de danseur réputé (des reportages sur TF1 et sur La 5 sont consacrés au collectif Jeu de Jambes dans lequel il est membre actif. Il est aussi l'interprète de nombreux grands chorégraphes dont Blanca Li), Dominique Lisette est chorégraphe pour Vivement dimanche depuis 1998, mais aussi pour Lio et Jeanne Mas dans le cadre de la tournée RFM Party 80 dans toute la France et au Stade de France.
Il chorégraphie aussi pour des artistes tels que Boney M., Nèg' Marrons, Anita Ward, Plastic Bertrand dans le cadre du RTL Disco Show, mais aussi pour Édith Lefel, Joëlle Ursull, Amanda Lear, 2Be3, Dany Brillant et Eurythmics.
Il participe aux créations de chorégraphies de la cérémonie d'ouverture de la Coupe du monde de football de 1998 et de la Gay Pride.
Il est également chorégraphe pour des défilés dansés pour de grandes marques : Levi's, Quiksilver et Reebok.
Dominique Lisette a créé au Café de la Danse la pièce Conte pour deux. Il est aussi professeur pour le Centre International de Jazz Rick Odums. Il est l'invité de nombre de grands stages de danse hip hop en France et à l'international.